# Padilla (plaats in Bolivia)

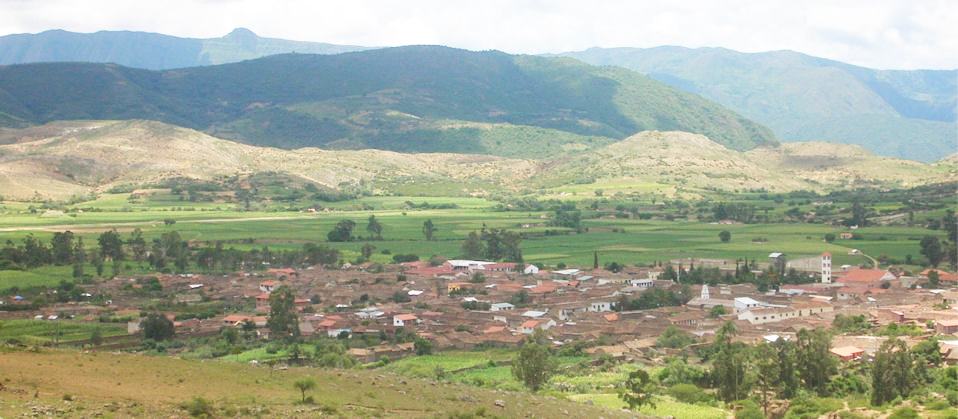
Padilla

Padilla is de hoofdstad van de provincie Tomina in het departement Chuquisaca in Bolivia.